# Coulombiers (Sarthe)
Coulombiers ist eine Commune déléguée in der französischen Gemeinde Fresnay-sur-Sarthe mit 445 Einwohnern (Stand: 1. Januar 2022) im Département Sarthe in der Region Pays de la Loire. Die Einwohner werden Coulombéens genannt.
Die Gemeinde Coulombiers wurde am 1. Januar 2019 mit Saint-Germain-sur-Sarthe und Fresnay-sur-Sarthe zur Commune nouvelle Fresnay-sur-Sarthe zusammengeschlossen. Sie hat seither den Status einer Commune déléguée. Die Gemeinde Coulombiers gehörte zum Arrondissement Mamers und zum Kanton Sillé-le-Guillaume.

## Geographie
Coulombiers liegt etwa 29 Kilometer nördlich von Le Mans. Umgeben wurde die Gemeinde Coulombiers von den Nachbargemeinden Fyé im Norden und Nordwesten, Rouessé-Fontaine im Norden und Osten, Chérancé im Osten und Südosten, Piacé im Süden und Südwesten sowie Saint-Germain-sur-Sarthe im Westen.

## Bevölkerungsentwicklung
| 1962                      | 1968 | 1975 | 1982 | 1990 | 1999 | 2006 | 2013 |
| ------------------------- | ---- | ---- | ---- | ---- | ---- | ---- | ---- |
| 580                       | 543  | 425  | 357  | 364  | 350  | 412  | 457  |
| Quelle: Cassini und INSEE |      |      |      |      |      |      |      |

## Sehenswürdigkeiten
- Romanische Kirche Notre-Dame
- Schloss Moire aus dem 18. Jahrhundert
- Mühle